# ウィペット
ウィペット（英：Whippet）とは、イギリスのイングランド原産のサイトハウンド犬種である。犬種名は鞭で打たれた馬のようにすばやく俊足で駆け回ることに由来していると考えられている。

## 歴史
この犬種の原種は17世紀ごろに作出された中型のグレイハウンドである。貧しい農民が共同で貴族からイングリッシュ・グレイハウンドを買い寄せ、改良を加えて小型化したものであると言われている。19世紀になるとこの犬種には更に改良が加えられ、他のサイトハウンドタイプの犬種の血が導入されてウィペットが完成した。主にサイトハント（視覚猟）に使われていたが、ウサギ殺しゲームや獲物の臭いのついたルアーを使ったドッグレースにも使われていた。
ウィペットは2度の世界大戦の戦禍をあまり受けることなく生き残り、戦中は食料調達のための犬として珍重されていた。戦後はドッグショーに多く出場する事により、貧しい農民の犬というイメージから高ステータスで可憐なショードッグにイメージを変えた。世界的にも人気を博すようになり、ペットとしても多く飼われるようになった。日本ではあまり多くは見られないがブリーディングも行われていて、13〜25万円くらいの値段で販売も行われている。2007年度の国内登録頭数順位は136位中43位であった。

## 特徴
サイトハウンド犬種のため、マズル・首・脚・胴・尾が長い。背中が美しい流線型を描いているのが本種の一番の特徴である。マズルは細いが、噛む力は強い。目は黒く大きい。折れ耳・サーベル形の垂れ尾でコートはスムースコート、毛色の制限は無い。体臭がもとから少なく、ほとんど気にならないため犬の臭いが苦手であるという人でも苦難なく飼育することが出来る。ただし、低アレルゲンというわけではないので犬アレルギーの人は注意が必要である。コートは獣毛ブラシでブラッシングするだけでなく、時々蒸しタオルでマッサージすると美しさを増し、新陳代謝を促す事が出来る。体高は雄48〜56cm、雌46〜53cmで体重は雌雄共に13kg前後の中型犬。性格は愛情深く明朗である。外交的で主人家族以外の人や他の犬とも仲良くすることが出来る。英国ケネルクラブでは、穏和で人なつこく、むらの無い気質と表現している。走りについてはイングリッシュ・グレイハウンドよりも加速が早いが、総合的なスピードはそれよりもいくらか遅いといわれている。しかし、最高で80kmものスピードが出せると考えられている。走り回ることが大好きで運動量は非常に多いが、室内にいるときは大人しい。ただし、広くのびのびとしたスペースがなければストレスが溜まってしまうため、狭い室内やケージに閉じ込めての飼育は難しい。非常に寒がりなので室内飼いに限るが、一軒家や一戸建てで飼育し、散歩を欠かさず行い、更にドッグランなどで自由運動ができればベストである。遺伝的にかかりやすい病気は少ないが、稀に眼疾患や口蓋裂にかかる犬もいる。

## 参考
- 『犬のカタログ2004』（学研）中島眞理 監督・写真
- 『日本と世界の愛犬図鑑2007』（辰巳出版）佐草一優監修
- 『デズモンド・モリスの犬種事典』デズモンド・モリス著書、福山英也、大木卓訳 誠文堂新光社、2007年
- 『日本と世界の愛犬図鑑2009』（辰巳出版）藤原尚太郎編・著